# Космотрас
«Международная космическая компания „Космотрас“» — компания, созданная в 1997 году, для разработки эксплуатации коммерческой пусковой системы на основе ракеты-носителя «Днепр». Совместный проект России, Украины и Казахстана. Головной офис компании находится в Москве.
Проводит старты ракеты «Днепр» со стартовой площадки на Байконуре и с космодрома «Ясный».
Генеральные директора:
- 1997 — октябрь 2012 — Андреев Владимир Алексеевич[1], с октября 2012 — президента МКК «Космотрас»[2].
- Октябрь 2012 — июнь 2017 — Серкин Александр Владимирович[2]; с июля 2017 — генеральный директора АО «Главкосмос пусковые услуги», член совета директоров МКК «Космотрас»[3];
- Июль 2017 — наст. время — Солодовников Евгений Валерьевич[3][4];

В «Космотрас» участвуют:
- со стороны России:
  - ГК Роскосмос — поддержка и надзор, предоставление установок и услуг на Байконуре
  - Министерство обороны РФ — предоставление ракет РС-20 для конверсии в Днепр, хранение РС-20 и проведение запусков
  - ЗАО Асконд (Москва) — менеджмент программы Днепр
  - ЗАО Компания Рособщемаш (Москва) — ведение программы ликвидации РС-20
  - ФГУП Бюро специального машиностроения (Санкт-Петербург) — сохранение и обслуживание пусковой установки
  - ФГУП «ЦНИИ машиностроения» (Москва) — научная и техническая поддержка программы
  - ФГУП Научно-производственная ассоциация ИМПУЛЬС (Санкт-Петербург) — развитие и обновление оборудования управления запуском
  - Госучреждение Московский Завод электрического и механического оборудования (Москва) — изменение оборудования управления системы контроля ракеты
- со стороны Казахстана:
  - НКА Казахстана — господдержка и надзор
  - НК Казахстан Гарыш Сапары — акционер от казахстанской стороны
  - ГП ИНФРАКОС — участие в программе Днепр на Байконуре
  - ГП ИНФРАКОС-ЭКОС — экологическая поддержка проекта

Со стороны Украины участвовали:
- ГКАУ — господдержка и надзор
- ГП «КБ „Южное“ имени М. К. Янгеля» — разработка ракеты
- ГП "ПО «Южный машиностроительный завод имени А. М. Макарова» (Днепропетровск) — производство ракеты
- Научно-производственное предприятие «Хартрон-Аркос» (Харьков) — производство системы управления ракетой

Постановлениями Кабинета министров Украины от 6 ноября 1997 г. № 1246 и Правительства Российской Федерации от 5 октября 1998 г. № 1156 МКК «Космотрас» поручено проведение работ по созданию и коммерческой эксплуатации пусковой системы на базе технологий межконтинентальных баллистических ракет РС-20. При создании организации распределение акций: со стороны России — 50 % акций, Украина — 50 % акций.
В 1999 году был осуществлен первый запуск с космодрома «Байконур». В 2006 году был осуществлен первый запуск с космодрома «Ясный».
В 2011 году Республика Казахстан в лице компании АО «НК „Казахстан Гарыш Сапары“» вступило в акционеры ЗАО "МКК «Космотрас», став обладателем 10 % акций ЗАО «МКК „Космотрас“». Решение о приеме казахстанской стороны в акционеры ЗАО «МКК „Космотрас“» было принято в 2009 году. При этом российская правительственная комиссия по контролю за иностранными инвестициями дало разрешение казахстанской стороне приобрести до 33 % акций «Космотраса».
В 2011 году пусковая кампания была заморожена. В январе 2012 года президент России Д. Медведев принял решение о продолжении реализации программы «Днепр», в марте 2012 в российской прессе появились сообщения что по мнению министерства обороны России, дальнейшая реализация программы становится экономически невыгодной и экологически небезопасной. В сентябре вице-премьер РФ Дмитрий Рогозин заявил что «схема вкладов трех сторон и выгода, которую каждая сторона получит, непрозрачна». В апреле 2013 года переговоры между российской и украинской стороной завершились с соглашением украинской стороной на изменение долей финансирования и компенсацию затрат в проекте. В 2013 году из списка акционеров вышел Фонд госимущества Украины, и на начало 2014 года харьковское ПАО «Хартрон» владело 45 % акций К декабрю 2014 году основным акционером компании, порядка 84 % акций, стал глава группы «Каскол» Сергей Недорослев с группой инвесторов, при этом из состава акционеров «Космотраса» полностью вышла украинская компания ПАО «Хартрон», а также ряд российских компаний либо их доля была существенно снижена. Около 10 % акций принадлежит «НК Казахстан Гарыш Сапары»..
Из трех запусков, запланированных на 2015 год, был осуществлен только один. С 2016 года компания не ведет операционной деятельности.
В 2017 году ОАО «Главкосмос» (входит в госкорпорацию «Роскосмос») и ООО «МКК „Космотрас“» учредили акционерное общество «Главкосмос пусковые услуги», которое стало оператором по предоставлению коммерческих услуг по запуску космических аппаратов с использованием ракет-носителей семейства «Союз-2» и РН, созданных на основе ракет «РС-20». Компания выполнила свой первый коммерческий запуск 22 марта 2021 года.